# Бремолл Лейн
«Бремолл Лейн» (англ. Bramall Lane Stadium) — стадіон в Шеффілді, Англія. Є домашньою ареною футбольного клубу «Шеффілд Юнайтед» та регбійного клубу «Шеффілд Іглз». Розташований в центральній частині міста, в районі Гілі і всього в милі від залізничного вокзалу Шеффілда.
Це найстаріший великий стадіон у світі, який все ще приймає професійні футбольні матчі.

## Історія
Стадіон був побудований в 1855 році на однойменній вулиці, названій на честь відомої в Шеффілді сім'ї мануфактурників Бремоллів. Спочатку використовувався для матчів з крикету, футбол прийшов на стадіон разом з клубами «Шеффілд» і «Шеффілд Венсдей». Після переїзду останніх на власний стадіон «Олів Граунд» в 1889 році, члени крикетного клубу «Шеффілд Юнайтед» організували власну футбольну команду.
Рекорд відвідуваності на стадіоні було встановлено 15 лютого 1936 року на матчі п'ятого раунду Кубка Англії між «Шеффілд Юнайтед» і «Лідс Юнайтед» і склав 68 287 глядачів.
Стадіон був перебудований після доповіді Тейлора і зараз вміщує 32 702 вболівальника.

## Матчі збірної
До будівництва національного стадіону в Лондоні «Бремолл Лейн» регулярно використовувався для міжнародних матчів. 
| Дата           |        | Рахунок |           | Турнір                              |
| -------------- | ------ | ------- | --------- | ----------------------------------- |
| 4 жовтня 1883  | Англія | 2–3     | Шотландія | Товариський матч                    |
| 5 лютого 1887  | Англія | 7–0     | Ірландія  | Домашній чемпіонат Великої Британії |
| 29 квітня 1889 | Англія | 4–0     | Уельс     | Домашній чемпіонат Великої Британії |
| 4 квітня 1903  | Англія | 1–2     | Шотландія | Домашній чемпіонат Великої Британії |
| 20 жовтня 1930 | Англія | 5–1     | Ірландія  | Домашній чемпіонат Великої Британії |